# مانشستر سيتي موسم 2012–13
كان موسم 2012–13 هو الموسم الـ111 لنادي مانشستر سيتي لكرة القدم في كرة القدم التنافسية، والموسم الـ84 في كرة القدم الإنجليزية والموسم الـ16 في الدوري الإنجليزي الممتاز.

## ملخص الموسم
بدأ مانشستر سيتي موسم 2012–2013 بصفته حامل لقب الدوري الإنجليزي الممتاز، بعد أن توج بلقبه الأول في البريميرليغ والثالث في تاريخ النادي ضمن الدرجة الأولى، عقب فوز دراماتيكي في اليوم الأخير من الموسم السابق.
في الدوري، أنهى مانشستر سيتي الموسم متأخرًا بفارق 11 نقطة عن غريمه المحلي مانشستر يونايتد الذي تُوِّج باللقب، وأُقصِي من كأس الرابطة الإنجليزية في الدور الثالث على يد أستون فيلا. وشارك النادي في دوري أبطال أوروبا للمرة الثالثة في تاريخه، والثانية فقط منذ إعادة تسمية البطولة في عام 1992، حيث وقع في مجموعة صعبة ضمت بوروسيا دورتموند، وريال مدريد، وأياكس. وسرعان ما أُطلق على هذه المجموعة لقب “مجموعة الموت”، حيث فشل السيتي في تحقيق أي فوز، واكتفى بثلاثة تعادلات وثلاث هزائم، ليحتل المركز الأخير في المجموعة ويخرج من المنافسات دون التأهل إلى دور الـ16 أو حتى الدوري الأوروبي.
في 14 أبريل 2013، تغلّب مانشستر سيتي على حامل اللقب تشيلسي في نصف نهائي كأس الاتحاد الإنجليزي، وتأهل إلى النهائي لمواجهة ويغان أتلتيك، الذي كان قد هبط من الدوري الممتاز. وكانت هذه المباراة النهائية العاشرة للسيتي في تاريخه، والثانية في غضون ثلاث سنوات (بعد فوزه على ستوك سيتي في نهائي 2011). أُقيمت المباراة النهائية في 11 مايو، وتلقى السيتي خسارة مفاجئة 1–0 بهدف متأخر من بن واتسون. وطُرِد بابلو زاباليتا بعد حصوله على البطاقة الصفراء الثانية، ليصبح ثالث لاعب يُطرد في تاريخ نهائيات البطولة. وبهذه النتيجة، أنهى مانشستر سيتي موسمه دون تحقيق أي بطولة، باستثناء درع المجتمع الذي فاز به في بداية الموسم.
وفي 13 مايو 2013، أي بعد يومين من خسارة نهائي كأس الاتحاد، أقال النادي المدير الفني روبرتو مانشيني بعد فترة دامت ثلاث سنوات ونصف، معلنًا أنه “فشل في تحقيق أهداف النادي، باستثناء التأهل لدوري أبطال أوروبا في الموسم المقبل”. وتولّى مساعده، بريان كيد، قيادة الفريق حتى نهاية الموسم.